# Gynacantha croceipennis
Gynacantha croceipennis – gatunek ważki z rodziny żagnicowatych (Aeshnidae).